# Ted Prappas
Ted Prappas (ur. 14 listopada 1955 w Santa Monica, zm. 22 kwietnia 2022) – amerykański kierowca wyścigowy.

## Biografia
W 1982 roku zadebiutował Raltem RT5 w Amerykańskiej Formule Super Vee. Rok później zajął w tej serii siódme miejsce, w 1984 roku był ósmy, a w 1985 – dziewiąty. W sezonie 1986 zadebiutował w Formule Atlantic w edycji Zachodniego Wybrzeża. Prappas wygrał trzykrotnie i został mistrzem serii. W tym samym roku ścigał się w Nowozelandzkiej Formule Mondial. Rok później był piąty w Formule Atlantic. W 1988 roku uczestniczył w Nowozelandzkiej Formule Pacific, zadebiutował również Marchem 86A w American Racing Series, w której został sklasyfikowany na szóstym miejscu. Rok później wygrał jeden raz i był piąty na koniec sezonu, zaś w sezonie 1990 został wicemistrzem ARS, za Paulem Tracym. W latach 1991–1992 startował w serii IndyCar, wliczając w to Indianapolis 500 1992. W sezonie 1991 zajął dziewiętnaste miejsce w klasyfikacji, a rok później siedemnaste.